# Kutre Dulechaová
Kutre Dulechaová (* 22. srpna 1978) je etiopská běžkyně, specializující se především na běh na 1500 metrů.

## Kariéra
Na mistrovství světa v atletice v roce 1999 získala bronzovou medaili v běhu na 1500 metrů. O rok později na olympiádě v Sydney skončila v této disciplíně čtvrtá. Největším úspěchem se pro ni stal titul halové mistryně světa v běhu na 1500 metrů v roce 2004.